# Los Yébenes
Los Yébenes es un municipio y localidad española de la provincia de Toledo, en la comunidad autónoma de Castilla-La Mancha. El término cuenta con una población de 5753 habitantes (INE 2024).

## Toponimia
El vocablo Yébenes proviene de la palabra latina geminis, que significa 'gemelos', porque en sus orígenes Los Yébenes fueron dos poblados que se unieron a principios del siglo XIX. El plural está determinado por las dos poblaciones, Yébenes de Toledo, que pertenecía al Ayuntamiento de Toledo y Yébenes de San Juan, que perteneció a dicha Orden. Ambas poblaciones estaban separadas por el Camino Real. La evolución de geminis a Yébenes se produce gracias a la preservación en el idioma mozárabe de los grupos GE-, GI-, IU- latinos: Yunqaira junquera, yenair enero < ienuarius, yenesta hiniesta < genista, yermanella compañera, Yinés Ginés < genesius, top. Yuncos, juncos (Toledo).

## Geografía

### Ubicación
Los Yébenes se sitúan en la parte meridional de la provincia de Toledo, formando parte de la comunidad autónoma de Castilla-La Mancha. Geográficamente, su casco urbano se encuentra a 42 kilómetros al sur de la ciudad de Toledo, conectada mediante la carretera N-401 de la  Red de Carreteras del Estado. El término municipal de Los Yébenes presenta una extensión total de aproximadamente 676,98 km², lo que le sitúa como el primero en superficie de la provincia de Toledo, el séptimo de Castilla-La Mancha y el trigésimo primero de España. Dicho de otro modo, su término municipal es equivalente a un cuadrado de 26 km de lado
Sus límites municipales son:
| Noroeste: Marjaliza                      | Norte: Orgaz                         | Nordeste: Mora y Manzaneque |
| Oeste: Marjaliza y Retuerta del Bullaque |                                      | Este: Urda y Consuegra      |
| Suroeste: Fuente el Fresno               | Sur: Fuente el Fresno y Los Cortijos | Sureste: Urda               |

Los Yébenes está en la hoja 685-IV del mapa topográfico 1:25.000 del Instituto Geográfico Nacional.
En su término municipal se encuentran diversas entidades de población de pequeño tamaño, entre las que destacan Estación Emperador, Estación de Los Yébenes, Estación de Urda y los propios Yébenes. En el extremo suroriental del término municipal se encuentra la finca de Quintos de Mora, propiedad del Estado y dedicada históricamente al aprovechamiento cinegético en una superficie de unas 7 000 ha, donde se ha desarrollado un programa de conservación y reproducción de especies como el venado y el jabalí.  

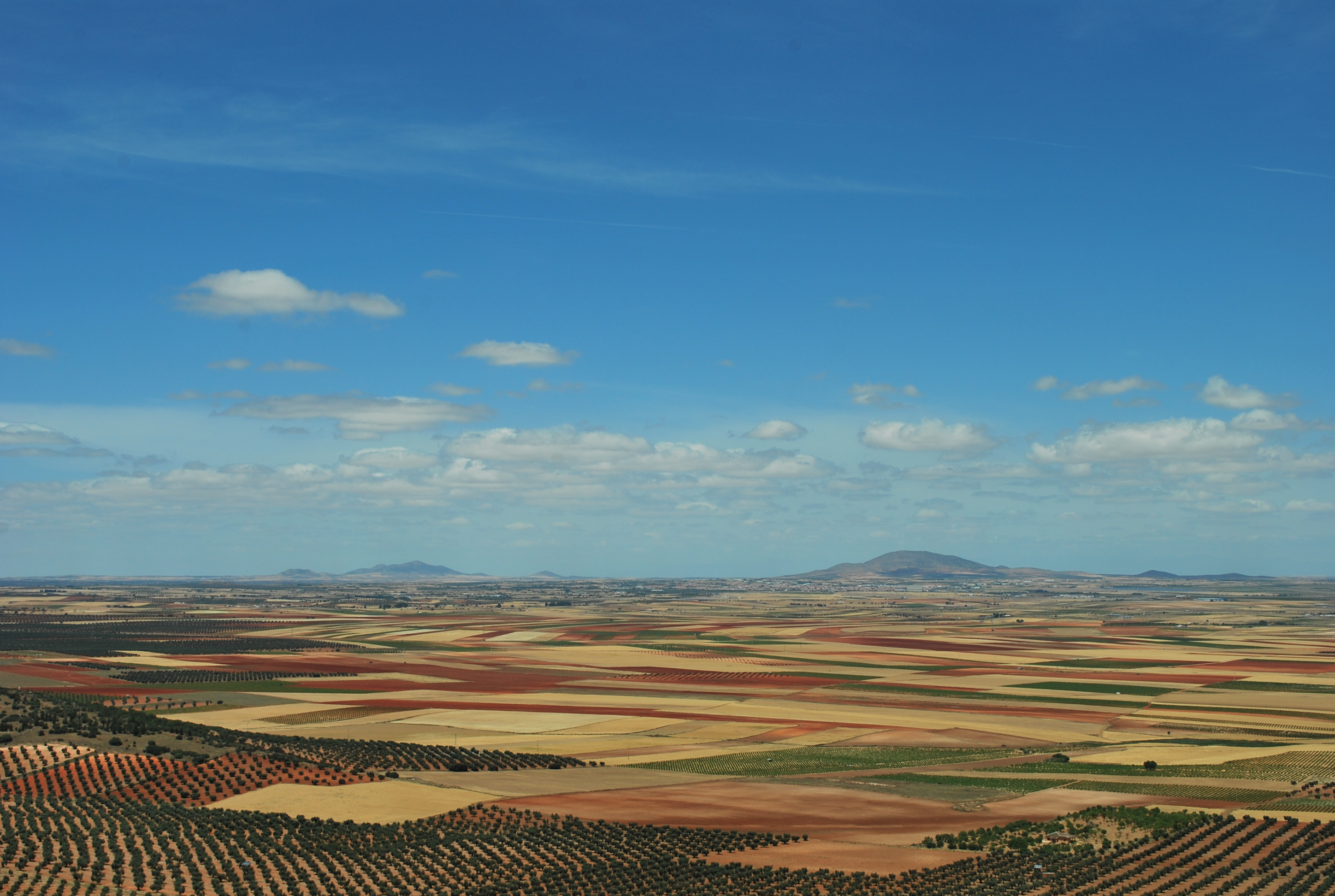
Paisaje estival en el término municipal de Los Yébenes.

### Orografía
La orografía de Los Yébenes se caracteriza por una alternancia de alineaciones montañosas y valles de origen tectónico y erosivo, resultado de complejos procesos geológicos iniciados en el Paleozoico. En el norte del municipio, la sierra de Los Yébenes sirve de precedencia a la sierra de Manzaneque, formada principalmente cuarcitas y pizarras silíceas. Hacia el sur se suceden las sierras de las Guadalerzas, el Rebollarejo, Fuenteblanca, el Comendador y la Alberquilla, todas ellas correspondientes a estructuras de tipo anticlinorio, cuyas cimas presentan alturas que oscilan entre los 800 y 1 000 metros sobre el nivel del mar. Finalmente, la sierra de la Calderina constituye un sinclinorio invertido que destaca por su relieve suave pero profundo, labrado por la erosión y cubierto por depósitos de rocas calizas cristalinas. 

### Geología
Su geología aparece en la hoja 685 del mapa geológico 1:50.000 del Instituto Geológico y Minero de España. Los materiales paleozoicos, formados hace más de 250 millones de años, han resistido la meteorización y conforman la columna vertebral de estas sierras, mientras que en las depresiones intermontanas se acumulan sedimentos pliocuaternarios de tipo raña, dispuestos en dos sistemas de glacis que definen las llanuras del valle de las Navas y de Urda. Estas áreas de baja altitud, entre los 550 y 650 metros, están cubiertas de suelos arcillosos y calcáreos que sustentan tanto la vegetación natural como los cultivos tradicionales de secano.

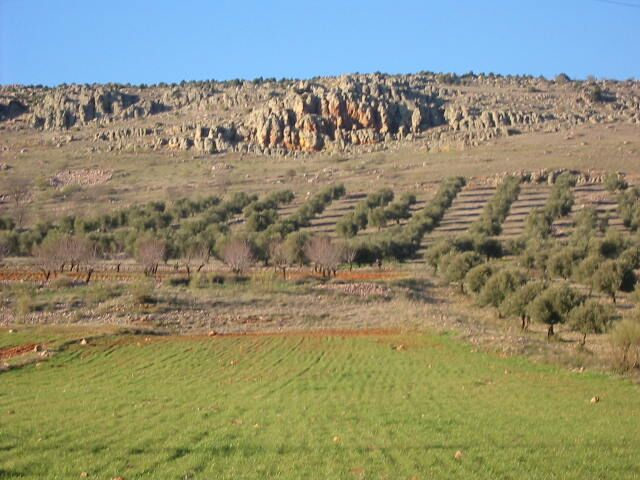
Mirador sobre la sierra de Yébenes.

### Hidrografía
El sistema hidrográfico de Los Yébenes se organiza en torno al río Algodor, que atraviesa el municipio de este a oeste, conformando el valle de las Navas y la llanada de Urda. Con una longitud total de 102 km y una cuenca de 1 250 km², el Algodor recoge las aportaciones de numerosos arroyos de régimen estacional, entre los que el arroyo Bracea destaca por su recorrido a través de zonas de colinas y cortados rocosos antes de confluir con el cauce principal. La dinámica fluvial presenta caudales moderados en otoño y primavera, disminuyendo drásticamente en verano debido a la aridez estival, y con episodios de inundaciones localizadas tras precipitaciones intensas.
Adicionalmente, en las estribaciones serranas se conservan pequeñas charcas y pozas naturales que sirven de punto de alimentación para la fauna silvestre y de sostenimiento para los bosques de ribera, compuestos por sauces, fresnos y áceres. No existen embalses de gran envergadura en el término municipal, aunque existen antiguas infraestructuras de regulación de aguas, vinculadas a molinos harineros. 

### Biodiversidad
El entorno natural de Los Yébenes se inscribe en la ecorregión del bosque mediterráneo ibérico, donde la encina domina el paisaje adehesado de dehesa, alternando manchones puros con rodales mixtos de alcornoque, coscoja y quejigo. En las zonas umbrías y cercanas a cursos de agua se localizan sauces, fresnos y un número reducido de ejemplares de áceres, mientras que en las sierras se extiende un matorral denso de jara, romero y enebro, interrumpido por campos de retama y pastizales ganaderos.
La fauna consiste en poblaciones de ciervo y corzo, objeto de manejo cinegético en áreas como Quintos de Mora, donde se ha establecido una zona vedada para la reproducción selectiva de venado. Los jabalíes, la cabra montés en cotas altas y el zorro rojo conviven con especies más elusivas como la nutria en los tramos más limpios del Algodor. Entre la avifauna, el sisón, la perdiz y la avutarda representan las aves esteparias emblemáticas de las llanuras, mientras que las rapaces, tanto diurnas como nocturnas —águila real, búho real y alimoche— se distribuyen por los acantilados y cortados rocosos.

### Clima
El clima de Los Yébenes se clasifica como mediterráneo continentalizado, caracterizado por inviernos fríos con heladas frecuentes, veranos calurosos y precipitaciones escasas distribuidas principalmente en primavera y otoño. Según los registros de la Agencia Estatal de Meteorología, la temperatura media anual se sitúa en torno a 15,5 °C, con una oscilación térmica anual que supera los 20 °C entre los meses más fríos (enero) y los más cálidos (julio). La precipitación media anual ronda los 450 mm, concentrándose en episodios de lluvia intensa.
Las nevadas son ocasionales y de corta duración; la más significativa en décadas tuvo lugar entre el 7 y el 9 de enero de 2021, cuando se registraron espesores próximos a los 40 cm sobre la red viaria y los cultivos. 

## Historia
La presencia humana se remonta a la Edad del Bronce, como lo demuestran los yacimientos conocidos como Montón de Trigo y Chorreras (este último con pinturas rupestres esquemáticas del Bronce Manchego Tardío).
Su fundación ha de situarse en el gobierno del emperador romano Trajano. Quedan restos de la presencia romana en esta zona de la Carpetania, como lo atestiguan la IV Calzada romana, cuyo trazado aún subsiste, y los numerosos vestigios que aparecen en el paraje conocido como Loma del Carpintero, junto al río Algodor.

Existen noticias de la dominación árabe ya desde el año 930, cuando el califa cordobés Abderramán III acampó con sus huestes a orillas del río Algodor, para tomar, desde esta posición privilegiada, las poblaciones de Mora y Toledo. La importancia estratégica del área fue crucial para que fuera sucesivamente ocupada por musulmanes y cristianos. Las fortalezas, atalayas y castillos que se emplazan sobre el término municipal atestiguan lo dicho. Así, después de la batalla de Alarcos, los árabes ocupan las tierras que abandona el rey cristiano refugiado en las Guadalerzas. Por su parte, Alfonso VIII acampa, dieciocho años después (1212), en las cercanías de la actual finca de Torneros (llamada así porque parte del ejército cristiano se volvió o "tornó" por el excesivo calor), antes de alzarse victorioso en la batalla de las Navas de Tolosa.

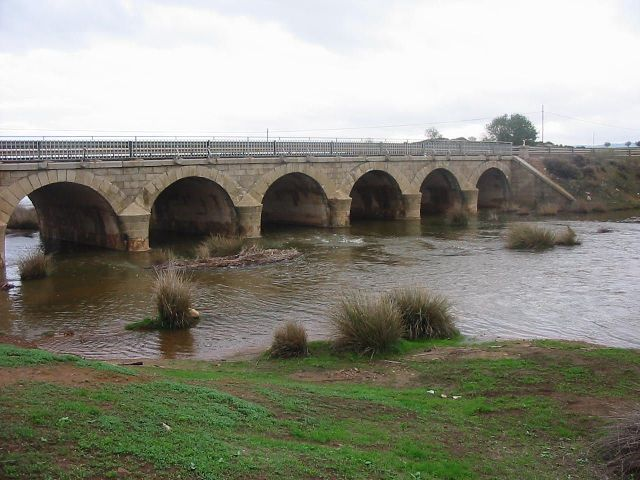
Puente sobre el río Algodor

A partir de aquí, el caprichoso orden que imponen los señoríos medievales, divide a la población en dos mitades, separadas por la sola anchura del Camino Real de Sevilla, quedando una de las partes (la situada en la ladera de la sierra) bajo el dominio de la ciudad de Toledo, y la otra, gobernada por los Caballeros de la Orden de San Juan de Jerusalén.
Yébenes de Toledo es más antiguo que la villa gobernada por los sanjuanistas. No obstante, desde la antigua Noliva de los carpetanos (por la que pasó el pretor romano Quinto Fulvio Flaco camino de Toledo y una vez derrotados los celtíberos en Consuegra), hasta la donación del rey Enrique I al arzobispo toledano Rodrigo Ximénez de Rada, no hay noticia histórica de la población.
En el año 1243, el rey Fernando III el Santo, recibe del arzobispo toledano el acta de cesión de estos territorios. Tres años más tarde, el rey vende este lugar por 45 000 maravedíes alfonsíes al Concejo de Toledo, quien concederá la Carta Puebla el 24 de septiembre de 1258.
Por lo que se refiere a la villa de Yébenes de San Juan, decir que fue propiedad de los templarios. Se tiene constancia que fue repoblada por la Orden de San Juan en el siglo XIII, a través de las cartas pueblas que otorgaron los comendadores de esta orden en toda la Mancha. En el caso de Yébenes de San Juan se estima que esta concesión hubo tener lugar entre 1238 y 1241. Durante seis siglos conviven dos núcleos urbanos, con parroquias, ayuntamientos y jurisdicciones diferentes, hasta que en el gobierno del llamado Trienio Liberal (1822) llega el primer ensayo unificador, anulado al año siguiente. Entre 1833 y 1835 se consigue la unión definitiva que acaba con 564 años de división jurídica y administrativa. El escudo heráldico da cuenta de esta secular división representando el águila toledana y la cruz de San Juan.
A mediados del siglo XIX, el lugar contaba con una población censada de 3169 habitantes. La localidad aparece descrita en el decimosexto volumen del Diccionario geográfico-estadístico-histórico de España y sus posesiones de Ultramar de Pascual Madoz de la siguiente manera:

YÉBENES: v. con ayunt. en la prov. y dióc. de Toledo (6 leg.), part. jud. de Orgaz (1), aud.terr.de Madrid (17), c. g. de Castilla la Nueva. sit. á la falda S. de una sierra, es de clima templado, reinan los vientos N., E. y O. y se padecen fiebres gástricas y estacionales; tiene 600 casas en dos barrios separados por una sola calle, y que fueron dos pueblos distintos hasta el nuevo régimen constitucional, denominándose Yébenes de Toledo el barrio mas alto ó del N., por corresponderá la jurisd. de aquella c., y Yébenes de San Juan el mas bajo, ó del S., que pertenecía al gran priorato de esta orden, con dependencia de la gobernacion y vicaria de Alcázar de San Juan; hay 2 casas de ayunt., un palacio de la encomienda de San Juan; escuela dotada con 2,200 rs. de los fondos públicos, á la que asisten 100 niños; 2 igl. parr. (Sta. Maria) con curato de segundo ascenso, de provision ordinaria, en el que fue Yébenes de Toledo, de la que dependen las ermitas de la Soledad, San Blas y la Concepcion, la primera en el pueblo y las últimas en los afueras, y San Juan Bautista en el que fue Yébenes de San Juan, con curato de primer ascenso de patronato del gran prior de San Juan, de la que depende la ermita del Sto. Cristo de la Vera-Cruz, al O. del pueblo. Se surte de aguas potables en 3 fuentes dentro de la v. y una en las inmediaciones, todas delgadas y saludables. Confina el térm. por N. con el de Orgaz; E. Consuegra; S. Manzaneque, y O.Marjaliza, estendiéndose de 1/2 leg. á 1, y comprende el cast. de Guadalerza, con su deh. del mismo nombre; cas. del Emperador, ventas de Juan de Dios, de Enmedio y de la Zarzuela, el coto de las Dehesillas y buenos montes poblados de encina, que forman parte de los de Toledo. Le baña el r. Algodor, con un puente llamado de San Andrés. El terreno es labrantío y de buena calidad, con una sierra al N. llamada de Yébenes. Los caminos vecinales; el correo se recibe en Orgaz por balijero tres vec. á la semana. prod.: trigo; cebada, centeno, avena, garbanzos, verduras y aceite; se mantiene ganado lanar, cabrio, mular, de labor y colmenas, y se cria caza de todas clases. ind. y comercio: tahonas, molinos de aceite y tenerias; fáb. de medias de estambre, cuyo género se lleva á Estremadura y se importa el vino. pobl.: 901 vec., 3,169 alm. cap. prod.: 2.086,422 rs. imp.: 89,410. contr.: segun el cálculo oficial de la prov. 74'48 por 100: presupuesto municipal 36,600, del que se pagan 5,000 al secretario, y se cubre con 31,846 por ingresos de propios y el resto por arbitrios.
(Madoz, 1850, p. 428)

En 1879 llegó el ferrocarril al municipio, con la inauguración de la línea Madrid-Ciudad Real. Se da la circunstancia de que en el extenso término municipal de Los Yébenes este ferrocarril llegó a tener hasta cinco estaciones o apeaderos —Yébenes, Las Guadalerzas, Urda, El Emperador y El Cañachar—, algo no muy corriente. La línea férrea se mantuvo operativa hasta su clausura en enero de 1988, lo que conllevó que Los Yébenes perdiera su histórica conexión por ferrocarril.

## Demografía
Cuenta con una población de 5753 habitantes (INE 2024).
| Gráfica de evolución demográfica de Los Yébenes entre 1842 y 2021                                                     |
| |
| Población de derecho según los censos de población del INE. Población de hecho según los censos de población del INE. |

Los Yébenes es una localidad enmarcada dentro de la comarca de los Montes de Toledo cuya localidad se encuentra en el valle sur de la sierra del mismo nombre.

## Economía
La madera, la agricultura, la ganadería y algunas industrias derivadas de ellas como el aceite o los quesos, la elaboración de embutidos y el comercio de productos de la caza, sustentan la economía de Los Yébenes.

#### Turismo
Los Yébenes se sitúa tras la sierra del mismo nombre que se atraviesa desde Orgaz por el túnel donde discurre la carretera N-401. Sin embargo, el coronamiento por el antiguo trazado permite otear la extensa panorámica que se ha dejado atrás, pueblos y campos de labor con las regulares líneas de los olivos al lado de los plantíos de secano. Hacia la cara sur, una pedregosa ladera de tonos rojizos termina en Los Yébenes, una villa de trazo alargado y nombre en plural que alude a dos jurisdicciones diferenciadas, una dependiente de Toledo y otra de la Orden de San Juan separadas por la calle Real. Ambos núcleos contaban con sus iglesias parroquiales levantadas en el siglo XVI.
En cambio si la ruta sigue en dirección a Ciudad Real, se llega al paraje de las Guadalerzas, un paso natural entre cerros y lomas que esconden otra llanura posterior. A la izquierda se alza una antigua fortaleza con doble defensa almenada, torres en las esquinas y la torre del homenaje en medio. Su origen aparece ligado a la defensa de la ruta hacia Andalucía, habiendo estado a cargo de la Orden de San Juan en el siglo XII. En el siglo XVI se cedió al Colegio de Doncellas de Toledo que disfrutó de sus rentas hasta el siglo XIX. El paisaje entre dehesas de encinares y olivos donde se crían reses bravas acompaña hasta la provincia de Ciudad Real.
* El vídeo de la derecha muestra la circulación por la N-401 atravesando el túnel de Los Yébenes

## Administración
| Periodo   | Nombre                     | Partido |
| --------- | -------------------------- | ------- |
| 1979-1983 | Vidal Gallego              | PSOE    |
| 1983-1987 | Vidal Gallego              | PSOE    |
| 1987-1991 | Vidal Gallego              | PSOE    |
| 1991-1995 | Vidal Gallego              | PSOE    |
| 1995-1999 | Anastasio Priego Rodríguez | PSOE    |
| 1999-2003 | Anastasio Priego Rodríguez | PSOE    |
| 2003-2007 | Anastasio Priego Rodríguez | PSOE    |
| 2007-2011 | Anastasio Priego Rodríguez | PSOE    |
| 2011-2015 | Pedro Acevedo Gutiérrez    | PP      |
| 2015-2019 | Anastasio Priego Rodríguez | PSOE    |
| 2019-2023 | Jesús Pérez Martín         | PSOE    |
| 2023-act. | Jesús Pérez Martín         | PSOE    |

## Elecciones municipales
- La siguiente tabla muestra el resultado de las elecciones municipales celebradas en el año 2015.
| Elecciones municipales, 24 de mayo de 2015 |       |         |            |
| Partido                                    | Votos | %       | Concejales |
| PSOE                                       | 1987  | 57,03 % | 8          |
| PP                                         | 1206  | 34,62 % | 5          |
| IU-GANEMOS                                 | 198   | 5,68 %  | 0          |

- La siguiente tabla muestra el resultado de las elecciones municipales celebradas en el año 2019.
| Elecciones municipales, 26 de mayo de 2019 |       |         |            |
| Partido                                    | Votos | %       | Concejales |
| PSOE                                       | 1873  | 57,16 % | 8          |
| PP                                         | 1315  | 40,13 % | 5          |

## Transportes
Carreteras
Por Los Yébenes pasan o se inician las siguientes carreteras:
| Denominación de la Carretera                                                                                | Lugar de entrada                                                                                               | Destinos |
| --- | --- | --- |
| N-401 Carretera de Burguillos de Toledo a Ciudad Real                                                       | La variante que pasa por el Túnel de Los Yébenes (900 m.) al Este del Casco Urbano.                            | Norte: Orgaz, Sonseca, Ajofrín, Burguillos y Toledo Sur: Fuente el Fresno, Malagón, Fernán Caballero (Ciudad Real), Peralvillo y Ciudad Real |
| N-401a Travesía por el Casco Urbano                                                                         | Casco Urbano. Puerto de Los Yébenes El vídeo muestra la circulación por la N-401a por el Puerto de Los Yébenes | Conecta, por ambos extremos, con la N-401 |
| CM-4017 Carretera de Mora a Horcajo de los Montes (Ciudad Real)                                             | Entrada por el este de Los Yébenes                                                                             | Este:Manzaneque y Mora Oeste: Marjaliza, El Molinillo, Retuerta del Bullaque, Parque nacional de Cabañeros y Horcajo de los Montes           |
| CM-4025 Carretera de Consuegra                                                                              | Entrada por el Sur de Los Yébenes                                                                              | Sur: Consuegra |
| TO-3249 Carretera que desde el km 121 de la N-401 se llega el final del límite municipal                    | Entrada por el Sur de Los Yébenes                                                                              | Se llega a un cruce que conduce, a la derecha, a Los Cortijos                                                                                |
| TO-3360 Carretera local que desde el km 132 de la N-401 enlaza el cruce de Urda con Finca "Los Balandrinos" | Entrada por el Sur de Los Yébenes                                                                              | Se llega a un cruce, a la izquierda, que conduce, si se continua recto, a Urda por la CM-4116                                                |
| TO-3365 Carretera local que desde el km 137 de la N-401 llega hasta El Emperador                            | Entrada por el Sur de Los Yébenes                                                                              | Se llega a un cruce que conduce, a la derecha, a "El Emperador".                                                                             |

## Patrimonio

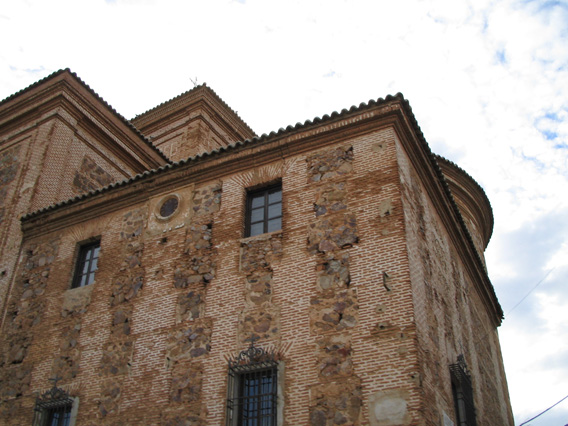
Iglesia de Santa María

Los Yébenes destaca por sus dos molinos de viento en la sierra de Los Yébenes, los cuales están totalmente restaurados. Existen un tercer y cuarto molino en ruinas en las inmediaciones (término municipal de Orgaz). También destacan las iglesias de San Juan (siglo XVIII) y la de Santa María (siglo XVIII), el palacio de la Encomienda (siglo XIX), las ermitas de San Blas (siglo XVI), Soledad, Veracruz y Concepción, y las pinturas rupestres en la sierra de Los Yébenes. En los Yébenes se encuentra el coto nacional de los Quintos de Mora, lugar donde se realizan estudios cinegéticos. A unos 20 km al sur de la localidad, yendo por la carretera nacional N-401 dirección Ciudad Real, se encuentra el castillo de las Guadalerzas (siglo XII), dominando la sierra de las Guadalerzas. Es de destacar el puente medieval, sobre el arroyo Bracea, en las cercanías del castillo de las Guadalerzas. También cabe destacar La Torrecilla, una torre defensiva medieval situada en las cercanías de la confluencia del arroyo Bracea con el Algodor, junto a la carretera de Los Yébenes a Consuegra.

## Artesanía
Los Yébenes es villa artesana de siempre. Famosas son sus labores de la piel desde antaño, cuando se la distinguía como primera en los trabajos de arreos y tiros de carruajes. Hoy, ese primor se aplica a zahones de gala y a la marroquinería fina. La tradición cinegética implica una especial artesanía basada en el cuero y la taxidermia. Esta última tradición se práctica en algún que otro taller, existiendo una gran especialización que les lleva a trabajar para clientes de toda Europa. Las alfombras de Los Yébenes fueron famosas en España entera, por su fidelidad a los anudados propios y por la belleza de sus fondos y cenefas. Los talleres actuales gozan del valor añadido que adquieren los bienes escasos.

## Servicios
Cuenta con los siguientes servios:
- Ayuntamiento
- Policía local
- Servicios sociales
- Cuartel de la Guardia Civil
- Centro de salud

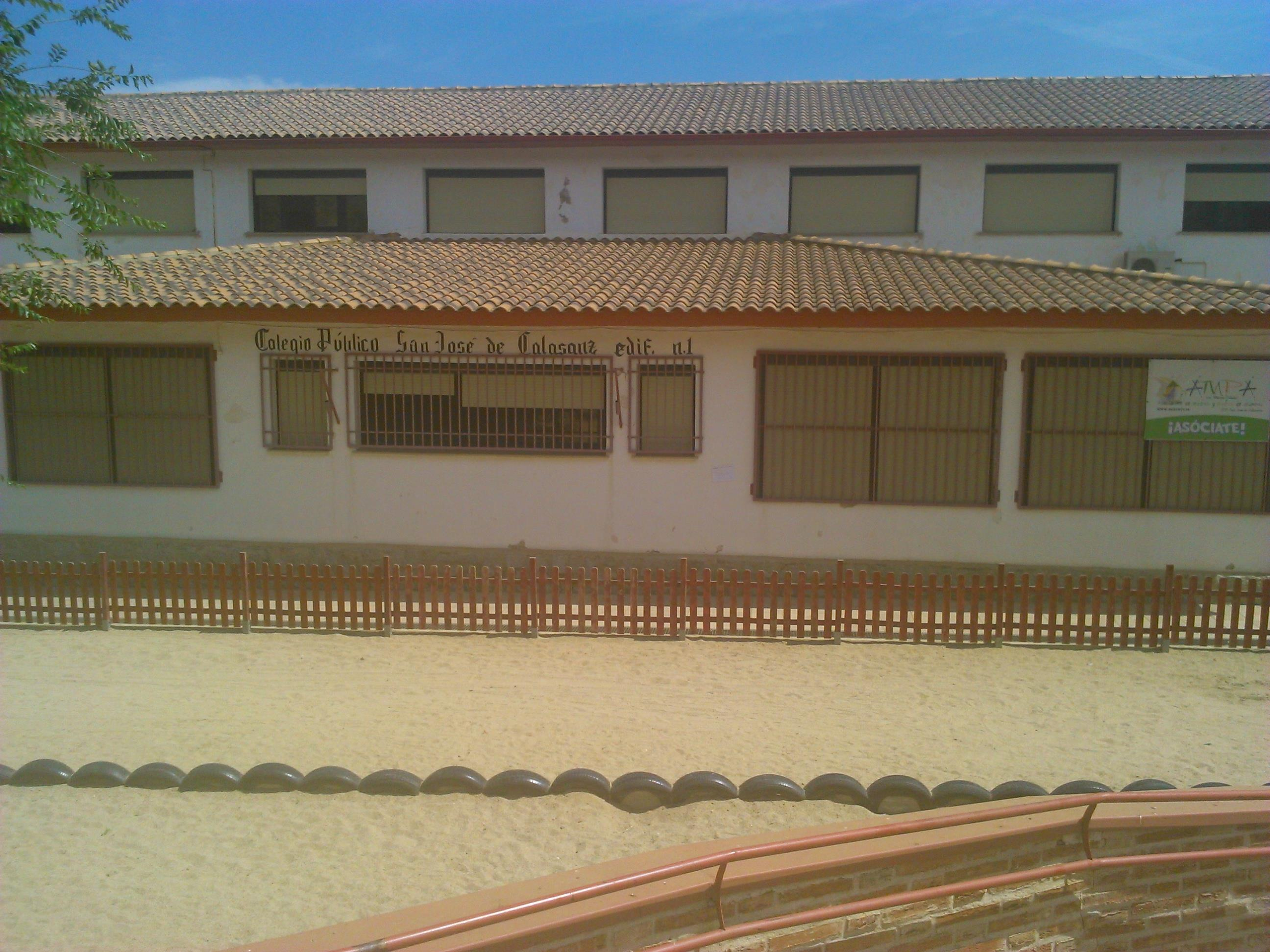
CEIP San José de Calasanz de Los Yébenes

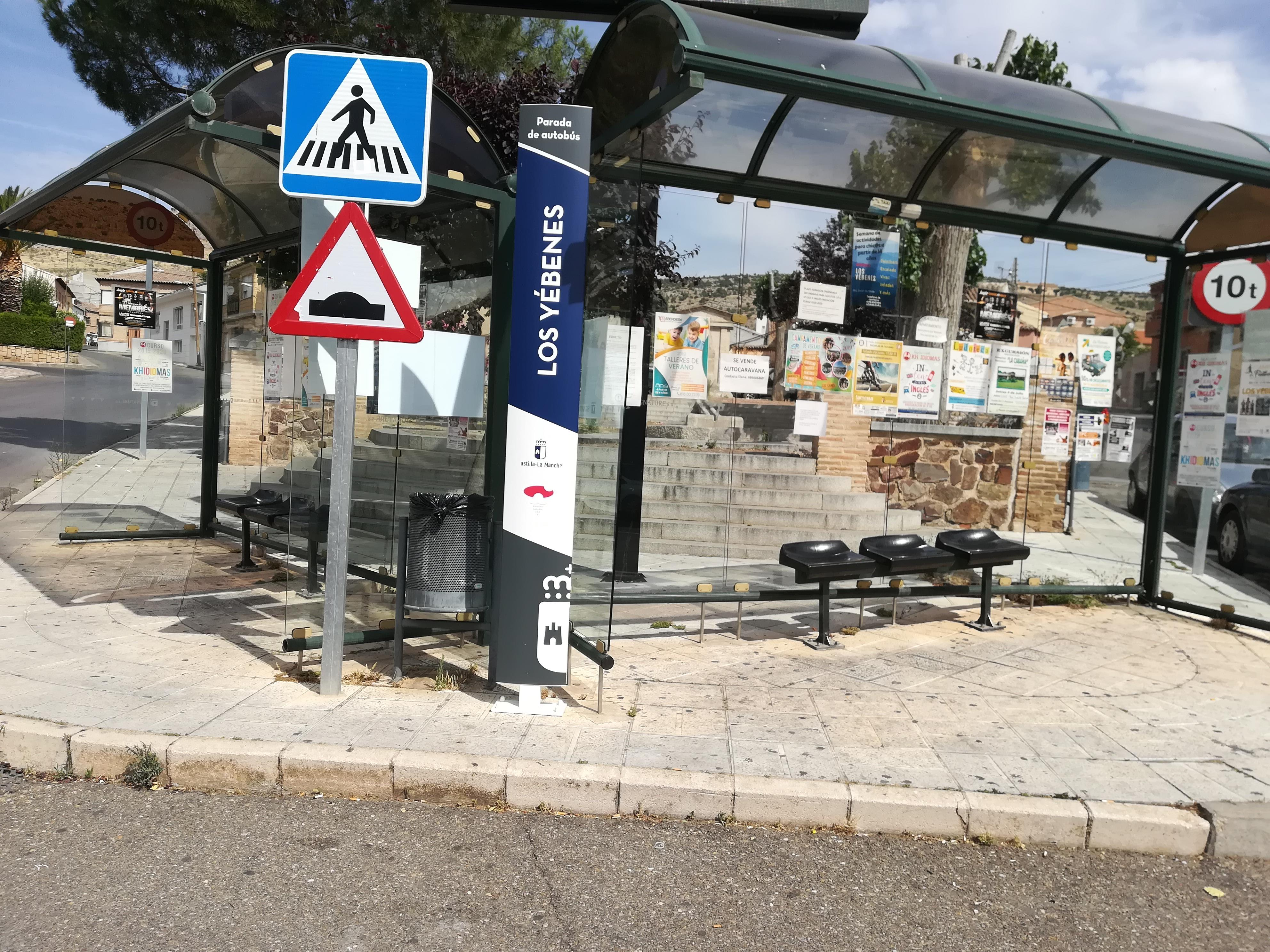
Parada de autobús Los Yébenes

- Centro de atención a la infancia (CAI)
- Polígono industrial La Cañada
- CEIP San José de Calasanz
- Instituto de Educación Secundaria (IES) Guadalerzas
- Tanatorio municipal

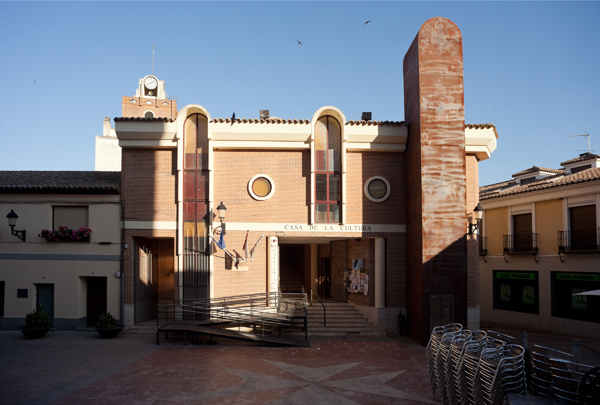
Casa de la Cultura

- Casa de la Cultura (incluye: Biblioteca, sala de internet y Museo de Armas).
- Piscina olímpica.
- Campo de fútbol.
- Polideportivo (Incluye pistas de tenis y pádel).
- Auditorio Municipal en el cual se encuentra también el Museo de Ciencias Naturales.
- Museo Caza (privado).
- Numerosas tiendas, bares, restaurantes, hospedaje...
- Gasolineras (2).
- Parada de autobús. (Líneas regulares: Los Yébenes-Madrid y viceversa, Los Yébenes-Toledo y viceversa).
- Inspección técnica de vehículos (ITV).
- Parque urbano.
- Residencia de personas mayores
- Hogar del jubilado.
- Taxidermias (3)

## Fiestas
- 16 de enero: San Antón.
- 3 de febrero: día de San Blas, patrón de Los Yébenes.
- Segundo fin de semana de julio: festividad de San Cristóbal, la gente baja hacia el polígono industrial y la zona sur del pueblo para bendecir su coche.
- 10 al 14 de septiembre: ferias y fiestas en honor de la patrona de Los Yébenes, la Virgen de Finibusterre.